# 901
Évszázadok: 9. század – 10. század – 11. század
Évtizedek: 850-es évek – 860-as évek – 870-es évek – 880-as évek – 890-es évek – 900-as évek – 910-es évek – 920-as évek – 930-as évek – 940-es évek – 950-es évek
Évek: 896 – 897 – 898 – 899 –  900 – 901 – 902 – 903 – 904 – 905 – 906

## Események

### Európa
- A magyarok Itália felé indítanak egy portyázó sereget. Stájerországban és Karantániában feldúlják a Mura és a Dráva völgyét, Laibachnál azonban Eberhard őrgróf és az aquileiai pátriárka megfutamítják őket.
- IV. Benedek pápa császárrá koronázza III. Lajos itáliai és provence-i királyt. Riválisa, Berengár Gyermek Lajos keleti frank király udvarába menekül.
- I. Guaimar salernói herceg kolostorba vonul (ahol hamarosan meghal) és trónját fiának, II. Guaimarnak adja.
- Szicíliában II. Ibráhim aglabida emír fia, Abdalláh nekilát a megmaradt bizánci erődök felszámolásának. Ostrom alá veszi Demonát, amikor hírét veszi hogy a bizánci sereg Calabriában gyülekezik. Átkel a Messinai-szoroson és megtámadja Reggio Calabriát. A bizánci helyőrség elmenekül és az arabok kifosztják a várost.
- A Córdobai Emirátusban az Ommajjád-dinasztiából származó, de lázadó Ahmed ibn Muavija mahdinak nyilvánítja magát és dzsihádot hirdet a keresztények ellen. Megtámadja Zamorát, de az ostrom közben elesik.
- Szülés közben meghal Bölcs Leó bizánci császár felesége, Eudokia Baiané.
- Meghal II. Antóniosz konstantinápolyi pátriárka. Utóda I. Nikolasz.

### Távol-Kelet
- Kínában az előző évben lemondatott Csao-cung császár kancellárja, Cui Jin és magas rangú katonák segítségével egy palotaforradalomban visszaszerzi trónját, az őt megbuktató eunuch klikk tagjait pedig kivégezteti.
- Koreában a lázadó Kung Je herceg kikiáltja Gurjo (911-től Tebong) királyságát.

## Halálozások
- február 12. – II. Antóniosz, konstantinápolyi pátriárka
- február 19. – Szábit ibn Kurra, arab csillagász és orvos
- Eudokia Baiané, bizánci császárné
- Párizsi Adelaide, Hebegő Lajos nyugati frank király felesége
- I. Guaimar, salernói herceg

## Fordítás
- Ez a szócikk részben vagy egészben  a(z)   901 című angol Wikipédia-szócikk ezen változatának fordításán alapul.  Az eredeti cikk szerkesztőit annak laptörténete sorolja fel. Ez a jelzés csupán a megfogalmazás eredetét és a szerzői jogokat jelzi, nem szolgál a cikkben szereplő információk forrásmegjelöléseként.